# 呂加努塞
59°22′50″N 27°01′49″E / 59.38056°N 27.03028°E

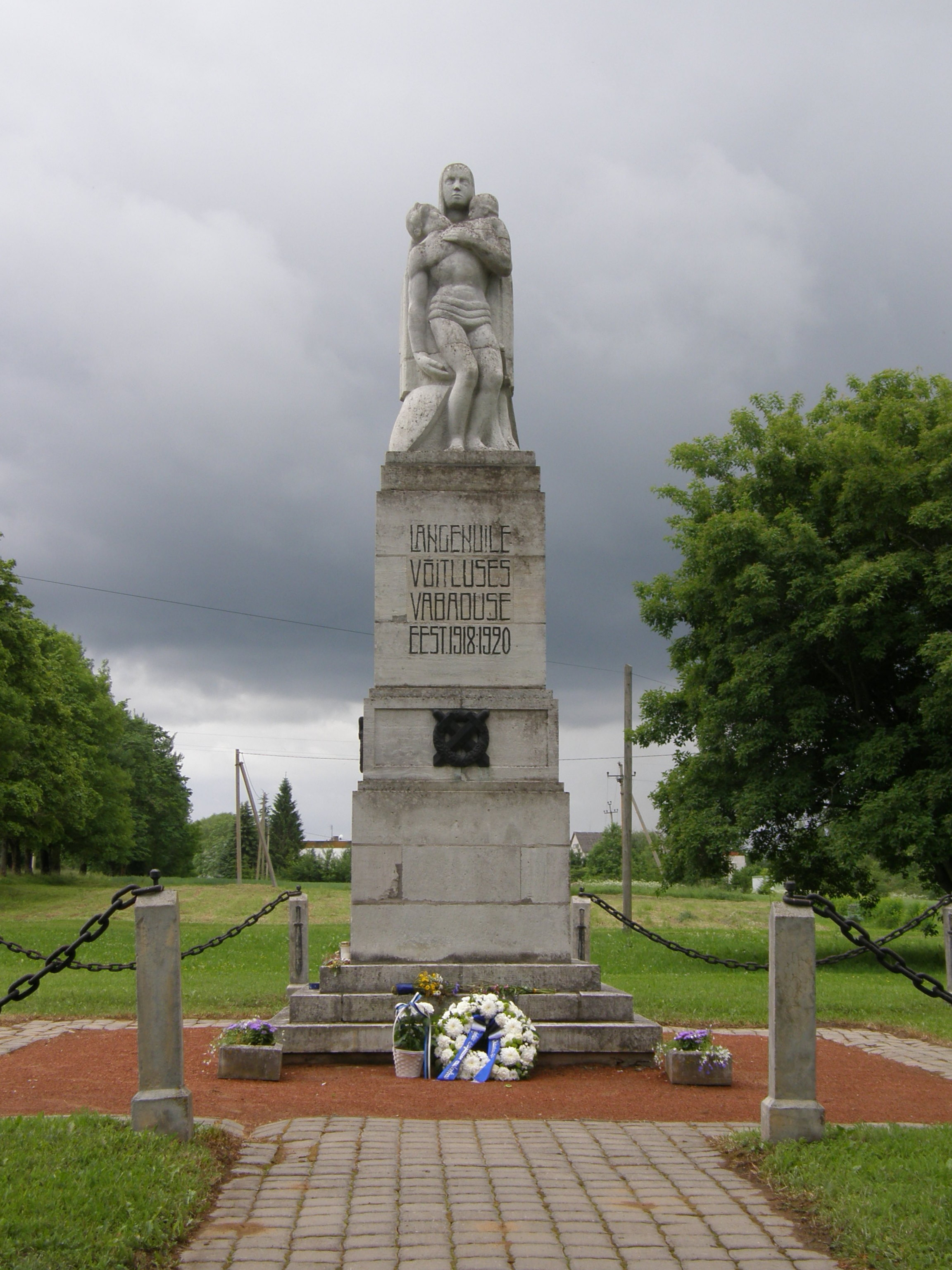
位于吕加努塞的爱沙尼亚独立战争纪念碑

呂加努塞，是愛沙尼亞東維魯縣吕加努塞市镇内的小鎮，位於該國東北部，2011年該小鎮人口439，96%人口是愛沙尼亞人。

## 标志性建筑
- 呂加努塞独立战争纪念碑